# Sebastian Fitzek

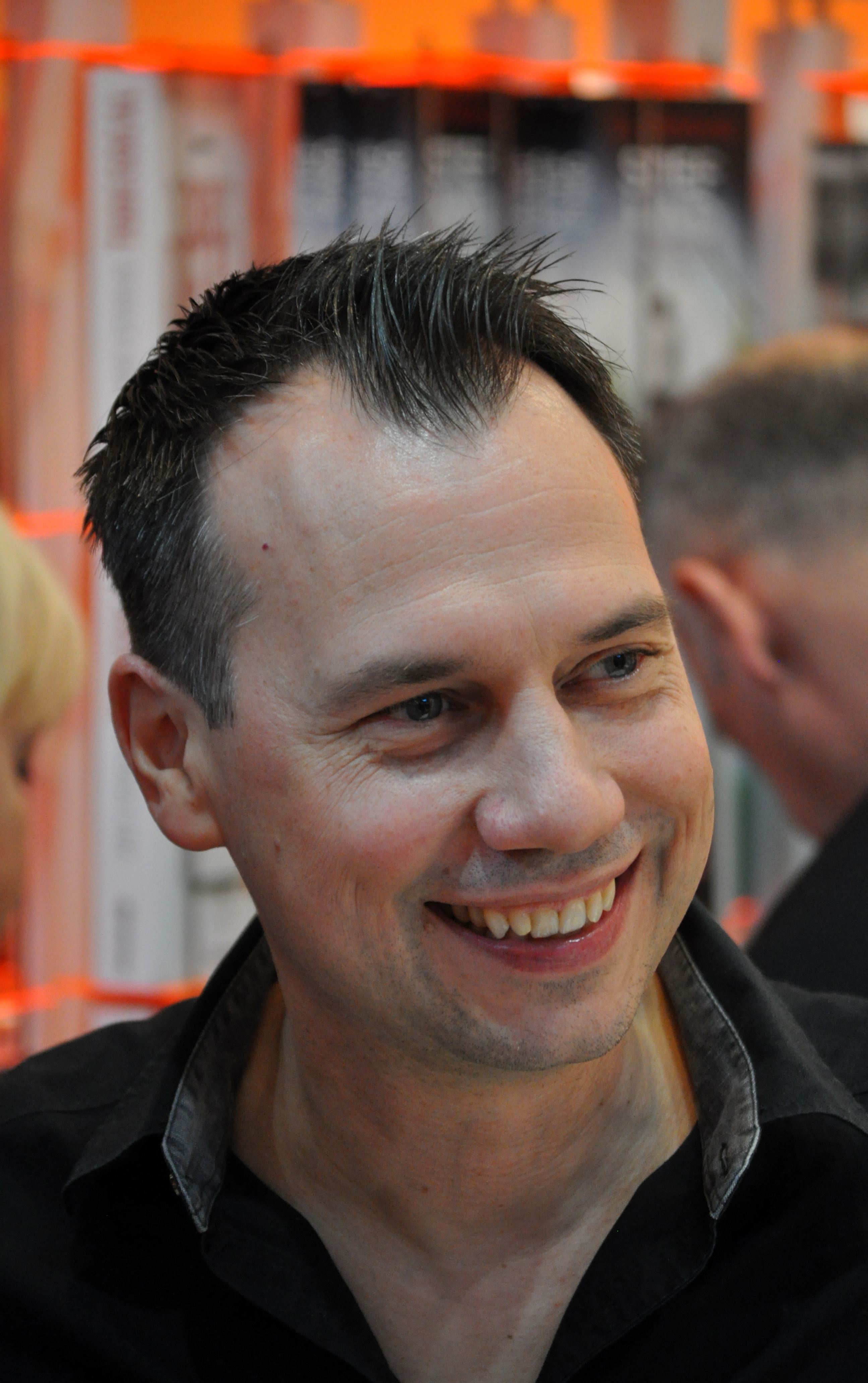
Sebastian Fitzek (2017)

Sebastian Fitzek (Berlijn, 13 oktober 1971) is een Duitse schrijver en journalist. Zijn eerste boek (De therapie) was in 2006 een bestseller in Duitsland en verdreef De Da Vinci Code van de eerste positie.